# Nu stiger den
Nu stiger den er en dansk film fra 1966 om Jacob Ellehammer og hans forsøg på at flyve. Filmen er instrueret af Annelise Hovmand efter manuskript af Habakuk (Jørgen Hartmann-Petersen).

## Medvirkende
- Louis Miehe-Renard
- Morten Grunwald
- Vigga Bro
- Axel Strøbye
- Gunnar Lauring
- Ghita Nørby
- Bendt Rothe
- Carl Ottosen
- Jørgen Ryg
- Preben Kaas
- Jesper Langberg
- Jørgen Weel
- William Rosenberg
- Bent Vejlby
- Daimi Gentle
- Lili Heglund
- Bjørn Spiro
- Ingolf David
- Gunnar Lemvigh
- Avi Sagild
- Niels Hinrichsen
- Walt Rosenberg
- Peter Bonke
- Birger Jensen
- Søren Strømberg

## Eksterne links
- Nu stiger den på Internet Movie Database (engelsk)
- Nu stiger den på Filmdatabasen
- Nu stiger den på danskefilm.dk
- Nu stiger den på danskfilmogtv.dk
- Nu stiger den på Scope
- Nu stiger den i Svensk Filmdatabas (svensk)
- Nu stiger den på MovieMeter (nederlandsk)
- Nu stiger den på The Movie Database (engelsk)